# خوسيه بينيا سوازو
خوسيه بينيا سوازو هو مغني دومينيكاني، ولد في 18 يناير 1967 في كوتويي في جمهورية الدومينيكان.

## وصلات خارجية
- خوسيه بينيا سوازو على موقع IMDb (الإنجليزية)
- خوسيه بينيا سوازو على موقع ميوزك برينز (الإنجليزية)
- خوسيه بينيا سوازو على موقع أول ميوزيك (الإنجليزية)
- خوسيه بينيا سوازو على موقع ديسكوغز (الإنجليزية)